# Ermida de Nossa Senhora da Paz

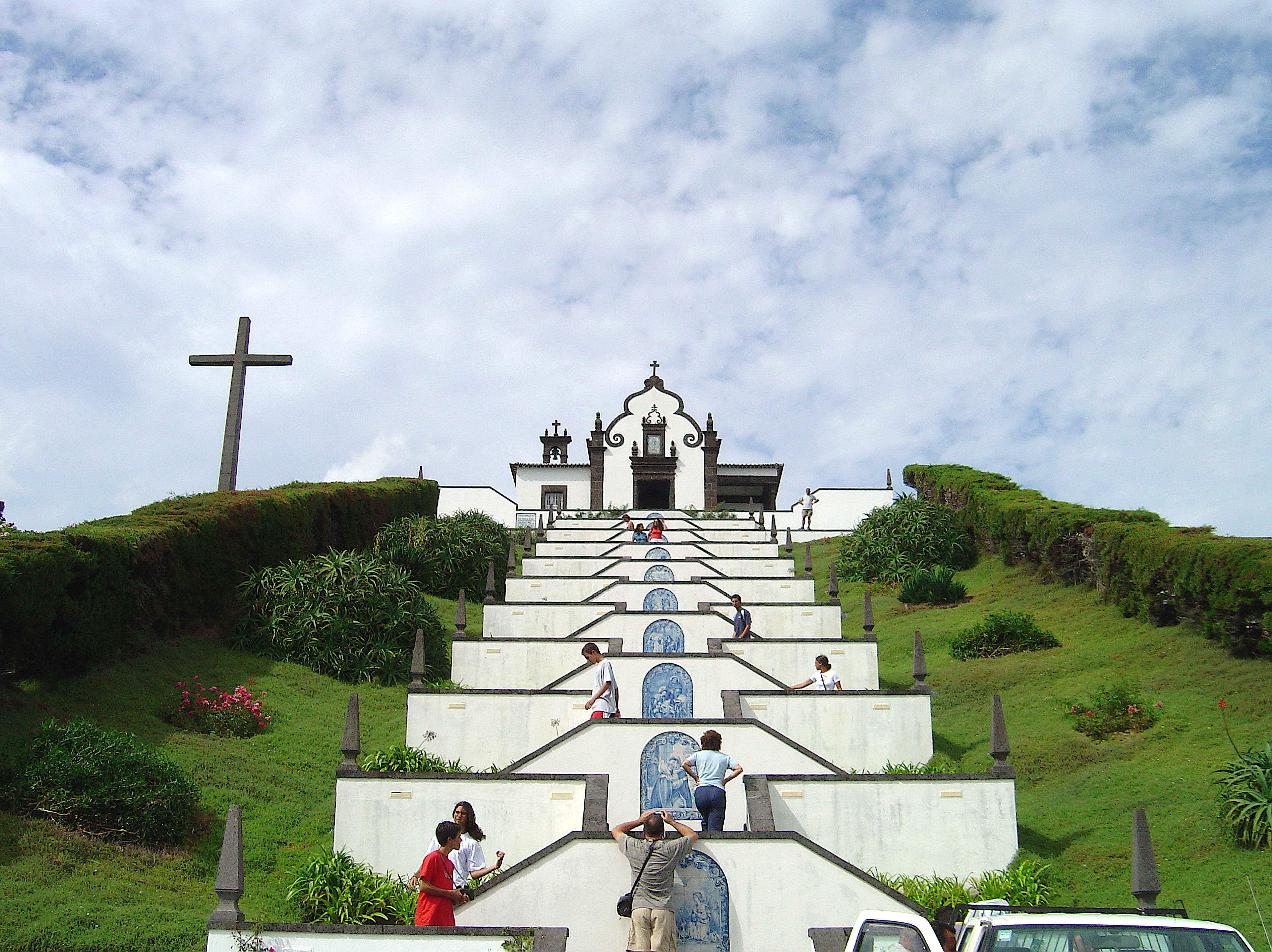
Ermida de Nossa Senhora da Paz, Vila Franca do Campo.

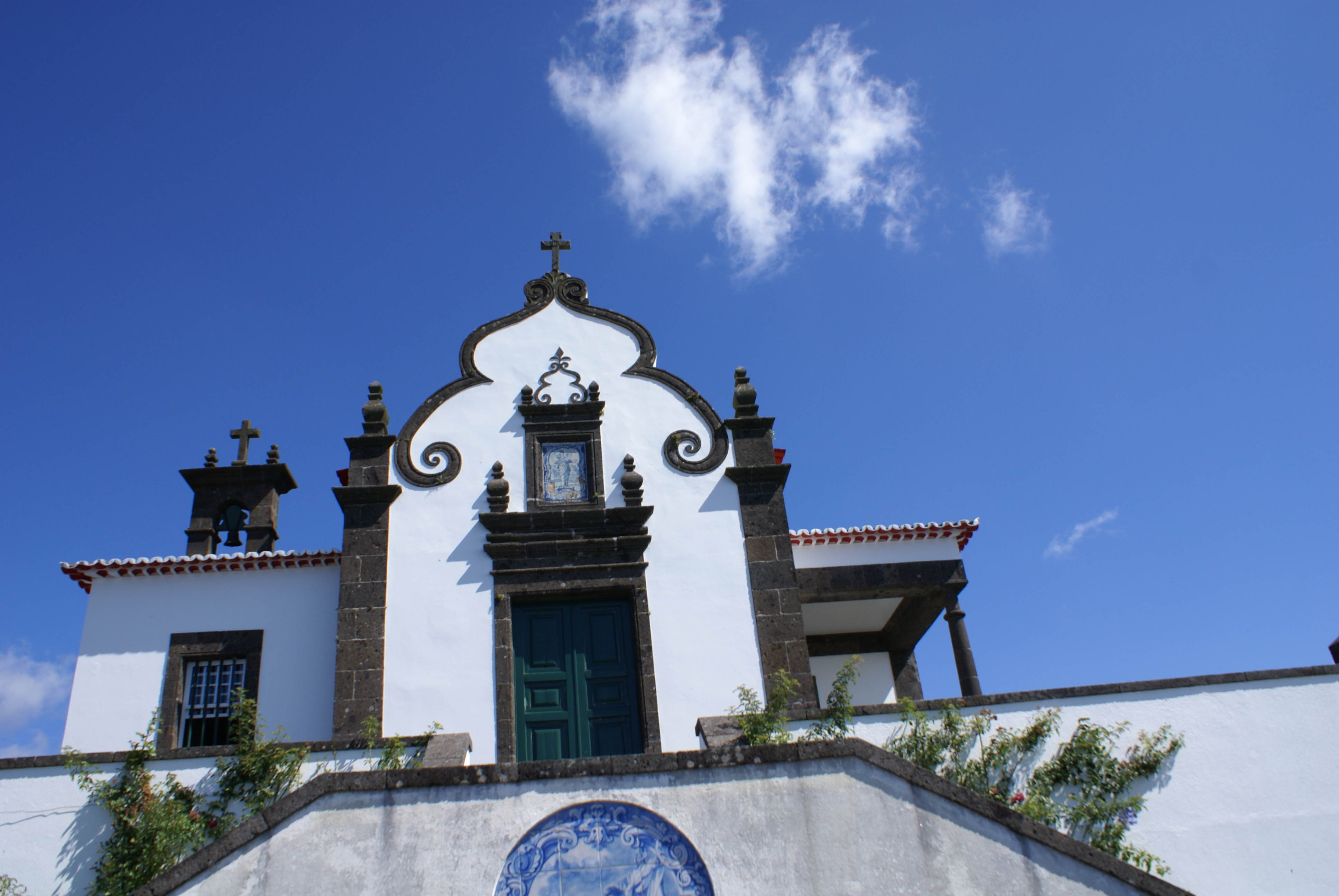
Ermida de Nossa Senhora da Paz.

O Santuário Diocesano de Nossa Senhora da Paz localiza-se no alto do Monte de Nossa Senhora da Paz, no município de Vila Franca do Campo, na ilha de São Miguel, Região Autónoma dos Açores, em Portugal.
Donde se situa, descortina-se uma vista abrangente daquele trecho do litoral sul da ilha.
A Ermida de Nossa Senhora da Paz está classificada como Imóvel de Interesse Público desde 2004.

## História
Este templo construído em 1764 remonta a um templo mais primitivo, erguido possivelmente no século XVI, segundo a tradição no local onde um pastor terá encontrado uma imagem da Virgem numa gruta. O atual templo, erguido sobre o anterior, data do século XVIII.
O templo encontra-se classificado como Imóvel de Interesse Público pelo Governo Regional dos Açores desde 1991.
No dia 1 de janeiro de 2025, Dia Mundial da Paz e de Santa Maria Mãe de Deus, a Ermida de Nossa Senhora da Paz foi elevada a Santuário Diocesano, o primeiro Santuário Mariano da ilha de São Miguel.

## A lenda da ermida
Nos montes ao redor de Vila Franca do Campo trabalhavam muitos pastores. Num certo dia, alguns deles recolheram-se a uma das grutas ali existentes, para abrigaram-se do mau tempo, encontrando uma imagem de Nossa Senhora. Admirados com o achado, levaram-na para a Igreja Matriz, onde a entregaram ao pároco. No dia seguinte, os pastores encontraram novamente a imagem, na mesma gruta. Reconduzida à Matriz, o fenómeno repetiu-se por alguns dias, até que o povo compreendeu que a imagem desejava ter uma ermida naquele sítio. Os materiais de construção começaram a ser transportados para um local mais abaixo da gruta, lugar mais abrigado dos ventos fortes, iniciando-se os trabalhos. No dia seguinte, entretanto, quando os trabalhadores chegaram para iniciar o dia de trabalho, encontraram o local revirado, e as pedras colocadas no local onde a imagem fora encontrada pela primeira vez. Nesse sítio, então, foi erguida a Ermida de Nossa Senhora da Paz, com o Menino Jesus ao colo, tendo na mão um ramo de oliveira.